# Atiśa
(Atiśa)
Atiśa, ovvero "l'Illustre" (982 – 1054), è stato un monaco buddhista indiano di etnia bengalese.

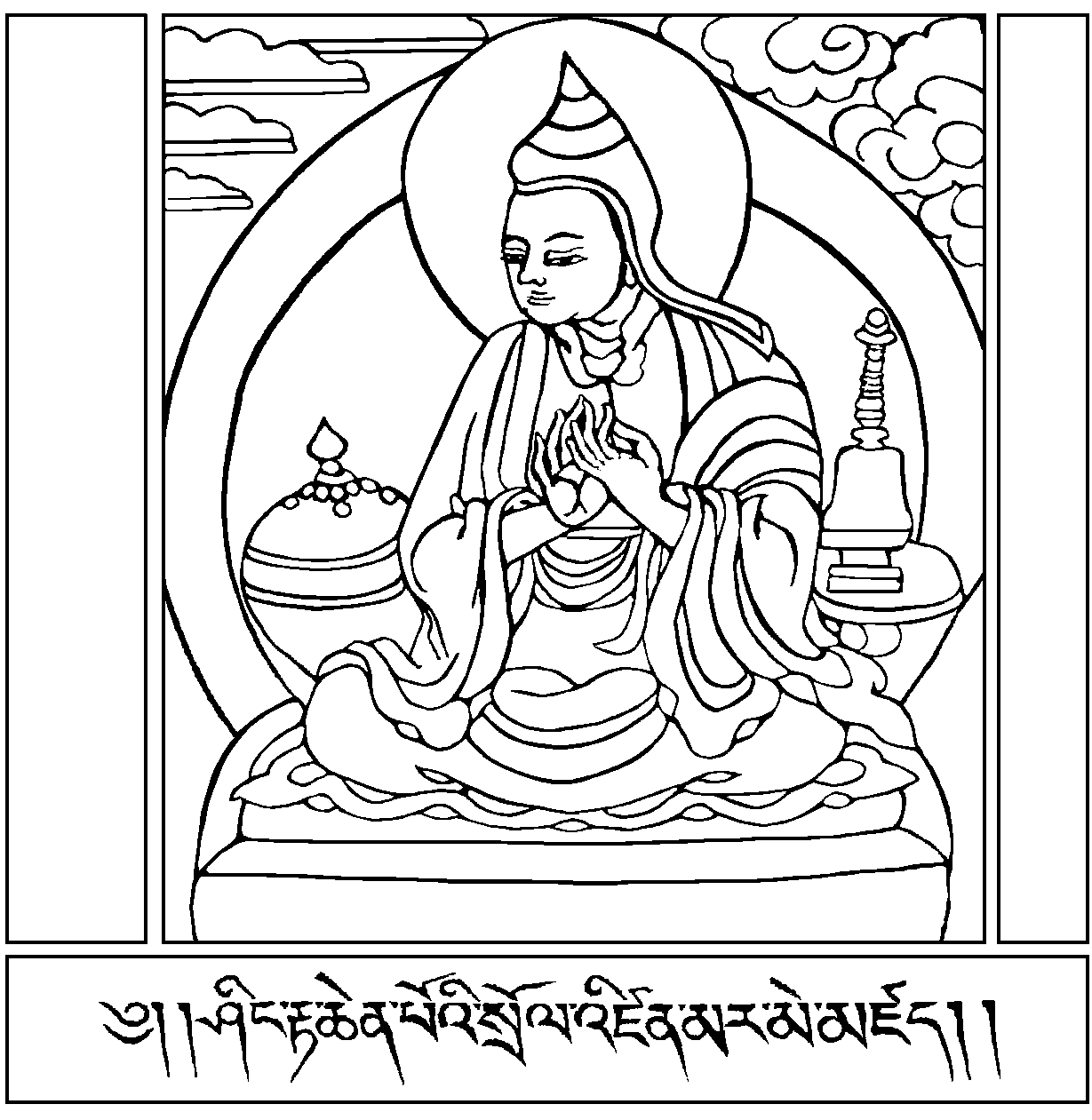
Iconografia tibetana di Atiśa

Nacque col nome di Chandragarbha (月藏S); è noto anche col nome monastico tibetano Dipamkara Shrijnana (in bengali অতীশ দীপঙ্কর শ্রীজ্ঞান, Atīśa Dīpankara Śrījñāna, 燃燈吉祥智S) o Jobo-rje dPalldan Atisha (阿提沙S).
Fu determinante, assieme a Marpa, per la seconda introduzione del buddismo in Tibet dall'India dopo le persecuzioni religiose (dal 798 all'842) di re Langdharma (morto nell'842) e nei 150 anni di successiva guerra civile. Viene considerato l'ispiratore della tradizione monastica Kadampa (tibetano: bK'a-gdams-pa).

## In India e Sumatra
Atiśa nacque (secondogenito di un raja locale) nel 982 nel villaggio chiamato Vajrayogini (omonimo della yidam Vajrayogini) nella regione di Vikramapura nell'attuale Bangladesh.

A ventinove anni, nel 1011 fu ordinato monaco col nome di Dipamkara Shrijnana a Bodhgaya, il luogo dove nel 528 a.C. Gautama Siddhartha Sakyamuni aveva raggiunto l'Illuminazione. Nello stesso anno si imbarcò per Srivijaya, uno stato buddhista fiorente a Giava e Sumatra e in altre isole dell'attuale Indonesia.

Lì divenne discepolo di Dharmakirti di Srivijaya, in seguito conosciuto in Tibet come Serlingpa (Gser-gling-pa) dal suo nome Suvarnadvipa (tibetano: Gser-gling), e vi rimase per 12 anni, fino al 1023, forse presso il complesso monastico attorno al maṇḍala architettonico di Borobudur.

Studiò quindi in India nel monastero di Odantapura e insegnò nelle università di Nālandā e Vikramashila, dove a quel tempo si trovava a studiare il traduttore tibetano Brogmi. Sia a Srivijaya che in India venne in contatto con tutte le forme di buddismo allora praticate: Hinayana, Mahayana e Vajrayana.

## In Tibet

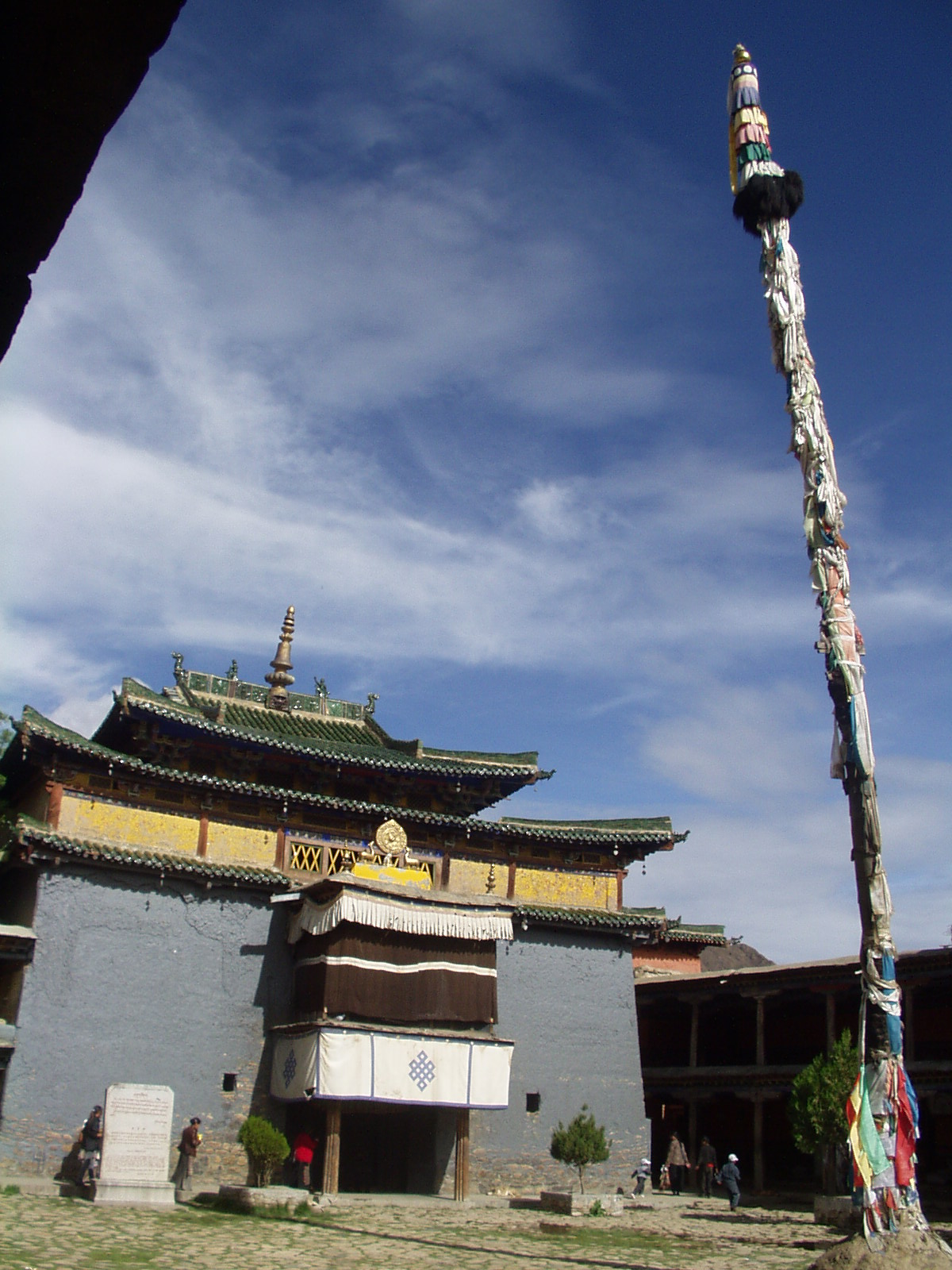
Monastero di Shalu

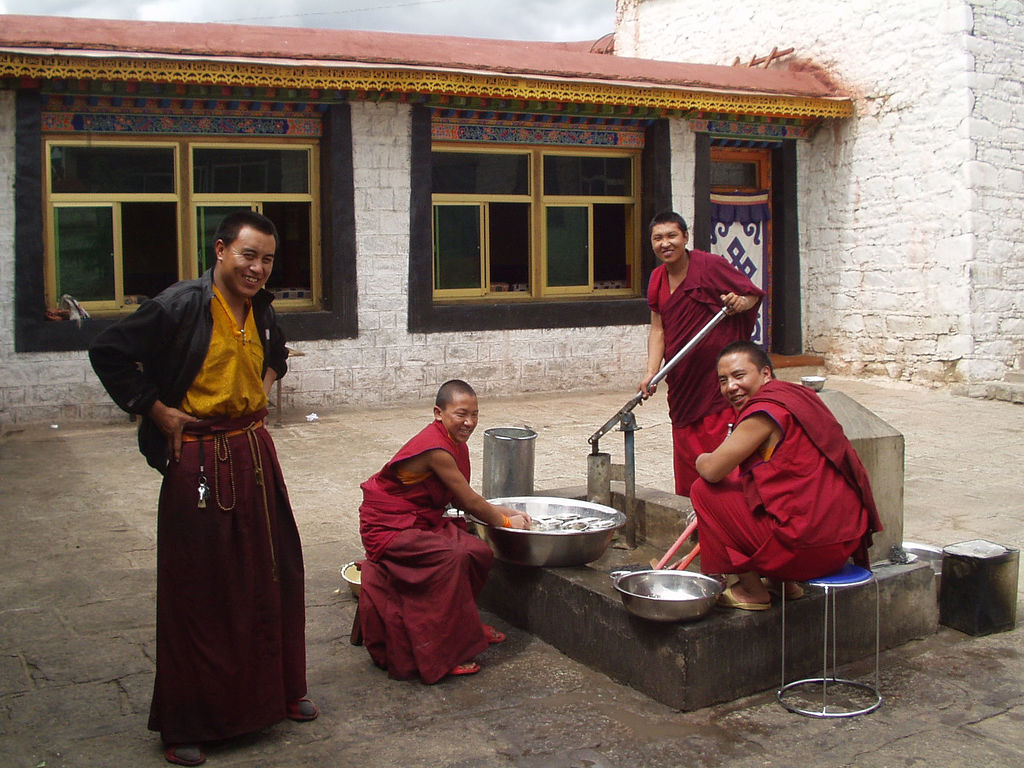
Monaci nel Drolma Lakhang in Tibet, monastero contenente le vesti di Atisha

Atiśa si recò in Nepal per la prima volta dopo il 1034 e insegnò nella valle di Kathmandu per due anni. Verso il 1040 si trasferì a Töling, nella regione di Ngari nel Tibet Occidentale, sotto protezione del re locale byang-chub 'Od della città di Guge.

Nel 1042, impossibilitato a tornare in Nepal, si diresse lungo la valle del Brahmaputra nel Tibet Centrale. Nei pressi di Shigatse Atiśa celebrò l'inaugurazione della cappella dedicata alla Perfezione della Saggezza (Prajñaparamita) nel monastero di Shalu fondato nel 1027.

Questo periodo è contrassegnato da una ripresa del Buddismo in Tibet Centrale, dove furono eretti numerosi piccoli monasteri e dove fu introdotto lo stile pittorico Pala, arricchito e internazionalizzato da elementi iconografici newara (nepalesi), centro asiatici e cinesi, zone già da secoli convertite al buddismo prima del Tibet.
In seguito Atiśa visse e insegnò nei pressi di Lhasa. Morì nel villaggio di Nyethang (anche sÑethan o Netang) nel 1054.

Le sue ceneri vennero conservate nel monastero di Drölma Lhakhang fondato dal suo discepolo principale Drömtonpa (anche: Domtön o 'Brom-ston). Il monastero fu salvato dalle devastazioni della Grande Rivoluzione Culturale grazie all'interessamento di Zhou Enlai (che si prodigò nella salvezza di tanti siti di interesse storico e culturale sia in Cina che in Tibet) su sollecitazione del governo del Bangladesh.

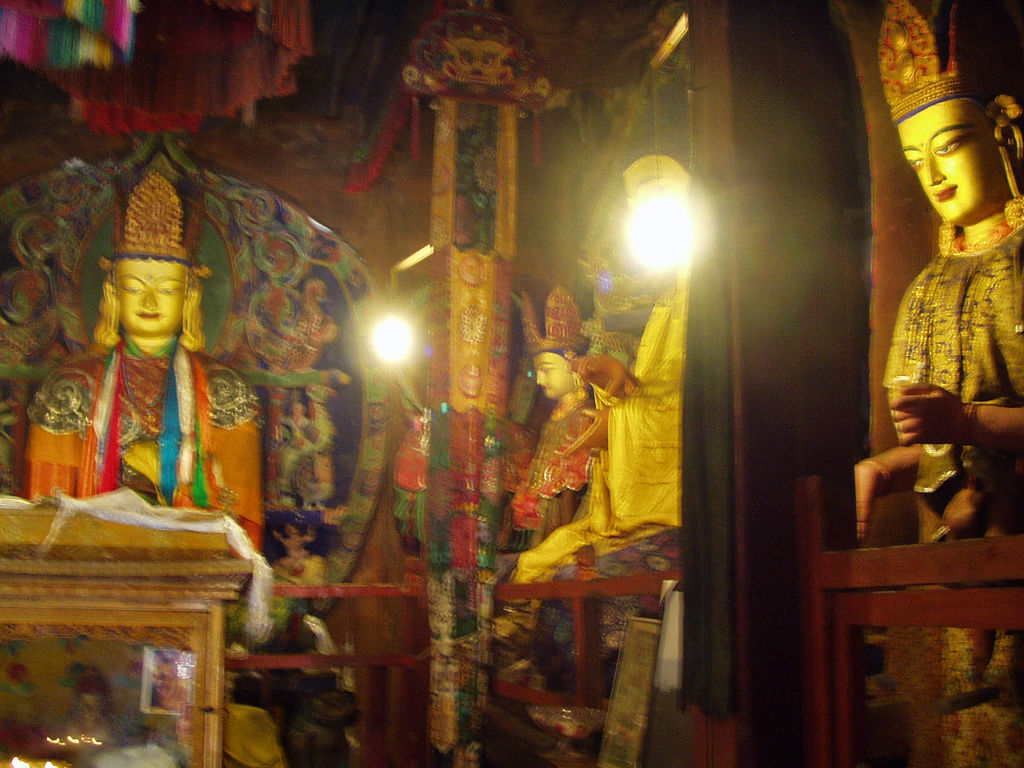
Cappella di Atisha nel Drölma Lhakhang

Il 28 giugno 1978 le ceneri di Atiśa furono consegnate al Bangladesh e portate al Dharmarajika Bauddha Vihara di Dacca.

Attualmente presso il Drölma Lhakhang si trova un piccolo stupa contenente le vesti di Atiśa.

## L'importanza di Atiśa e la sua eredità culturale
Delle duecento opere attribuite ad Atiśa, alcune delle quali di argomento medico e tecnico, solo 79 sopravvivono e solo nella traduzione tibetana, nel Tenjur (bstan-sgyur), il canone tibetano.
Alcune traduzioni dal sanscrito al tibetano sono anch'esse attribuite ad Atiśa.

Tra le sue opere più importanti figurano:
- Bodhi-patha-pradipa (composta espressamente per la conversione del Tibet al Buddismo col titolo tibetano: "Byang chhub lam gi rdon mey")
- Charya-sanggraha-pradipa
- Satya-dvayavatara
- Bodhi-sattva-manyavali
- Madhyamaka-ratna-pradipa
- Mahayana-patha-sadhana-sanggraha
- Shiksa-samuchchaya Abhisamya
- Prajna-paramita-pindartha-pradipa
- Ekavira-sadhana
- Vimala-ratna-lekha

Di fronte a un Tibet in cui le pratiche buddhiste, introdotte secoli prima da Padmasambhava per mezzo della magia, si erano fuse con culti sciamanici, con la religione Bön e con culti shivaiti, l'operazione intellettuale promossa da Atiśa prevedeva l'insegnamento graduale e una sistematizzazione. A tutti venivano offerte le conoscenze del buddismo Hinayana, ad alcuni venivano proposte le dottrine del Mahayana, mentre solo agli iniziati più stretti veniva permesso di accedere al Vajrayana.

Similmente ai monaci fu proposto il celibato (ma non l'astinenza sessuale) e nuovi ordinamenti nei monasteri, in linea con le consuetudini bengalesi.

Il culto buddhista in Tibet al tempo dell'arrivo di Atiśa era incentrato sulla figura della Adibuddha Vairocana (buddha trascendente del centro) e del bodhisattva Manjuśri, entrambi ipostatizzazioni del principio di saggezza, prajña. Atiśa fu determinante nell'introdurre un culto più orientato verso la figura del bodhisattva Avalokiteshvara e la figura di Tārā, entrambe portatrici del valore della compassione. Tuttora in Tibet queste rimangono tra le figure più importanti della venerazione buddhista.
Il suo discepolo principale, il laico Drömtonpa (anche: Domtön o 'Brom-ston) (1003 - 1064), che aveva ricevuto tutti gli insegnamenti di Atiśa tra cui il significato profondo della bodhicitta e le pratiche di allenamento mentale lojong (ora patrimonio di tutte le 4 tradizioni principali del Buddismo tibetano), fondò la tradizione monastica dei Kadampa (Bka'-gdams-pa) (= 'fedeli alle regole') che, alcuni secoli dopo, con la riforma di lama Tsongkhapa (Btsong-ka-pa), si fuse con la tradizione Gelug (Dge-lugs). Drömtonpa fondò il monastero di Drölma Lhakhang e nel 1057 il Monastero di Reting (Rva-sgren).

Il celibato, l'astensione dalle peregrinazioni e dall'alcol e la pratica della povertà divennero le basi del comportamento monastico per i Kadampa.